# Henri Michel
Henri Michel (29 d'octubre de 1947 - 24 d'abril de 2018) va ser un futbolista i entrenador de futbol francès.

## Selecció de França
Va formar part de l'equip francès a la Copa del Món de 1978 com a entrenador. També ha entrenat el Mamelodi Sundowns, Zamalek, Raja Casablanca, Guinea Equatorial i Kenya.